# Dalbergia decipularis
Dalbergia decipularis är en ärtväxtart som beskrevs av Carlos Toledo Rizzini och A.Mattos. Dalbergia decipularis ingår i släktet Dalbergia, och familjen ärtväxter. Inga underarter finns listade i Catalogue of Life.